# Julian Bream
Julian Alexander Bream, CBE (15. července 1933, Londýn, Spojené království – 14. srpna 2020, Donhead St Andrew) byl anglický klasický kytarista a loutnista, jeden z nejvýznamnějších klasických kytaristů 20. století. Rovněž má zásluhu na obnově zájmu posluchačů o hru na loutnu.

## Život
Narodil se v londýnské čtvrti Battersea. Jeho otec byl všestranný umělec, výtvarník i hudebník. Od otce získal elementární základy hry na kytaru, ale zpočátku byl spíše samouk. Když se jeho otec stal knihovníkem Filharmonické kytarové společnosti (Philharmonic Society of Guitars) povšiml si ho prezident této společnosti Dr. Boris Perott a Julian se stal jeho žákem. Kromě jiného tak získal přístup ke sbírce vzácných hudebnin.
Ve dvanácti letech získal Julian cenu v soutěži mladých umělců za hru na klavír. To mu umožnilo studovat hru na klavír a na violoncello na Královské hudební koleji (Royal College of Music). V roce 1947 debutoval kytarovým recitálem v Cheltenhamu.
V roce 1952 byl Bream povolán do armády. Původně měl sloužit v administrativní složce Royal Army Pay Corps, ale po šesti měsících se stal členem britské vojenské kapely Royal Artillery Band se sídlem v londýnské čtvrti Woolwich, což mu umožňovalo pokračovat ve studiu hry na kytaru.
Po třech a půl letech v armádě bral jakékoliv hudební angažmá včetně doprovodné hudby pro rozhlas a film. Komerční film, nahrávání ve studiu a práce pro BBC tvořila hlavní část jeho činnosti v padesátých a na začátku šedesátých let.
V roce 1952 měl ve Wigmore Hall loutnový recitál a od té doby udělal mnoho práce pro obnovení zájmu o tento nástroj. V roce vytvořil hudební soubor Julian Bream Consort, ve kterém hrál na loutnu a který se zasloužil o oživení hudby alžbětinské doby.
Záhy si získal mezinárodní proslulost. Jeho první evropské turné se konalo v letech 1954 a 1955. Počínaje rokem 1958 koncertoval na Dálném východě, v Indii, Austrálii, na ostrovech v Pacifiku a v mnoha dalších zemích světa. Ve Spojených státech poprvé koncertoval v roce 1959. Později zde vedl mistrovské třídy. Kromě toho vedl mezinárodní letní školu v Anglii ve Wiltshire.
V roce 1984 se vážně zranil při automobilové nehodě. Nezměrným úsilím však záhy získal znovu svou obdivuhodnou technickou vyspělost.

## Nahrávky
Bream nahrával výhradně pro společnosti RCA a EMI Classics. Tyto nahrávky získaly řadu ocenění včetně čtyř cen Grammy (dvě ceny za nejlepší provedení komorní hudby a dvě ceny za nejlepší klasickou hudbu vůbec). U příležitosti jeho narozenin vydala RCA v roce 1993 multideskový komplet s jeho nahrávkami.
Od počátku roku 1990 pokračoval v nahrávání u firmy EMI Classics. Byla to především hudba Johanna Sebastiana Bacha, album loutnových koncertů (s Birmingham Symphony Orchestra řízeným sirem Simonem Ratttlem) a alba věnovaná kytarovým sonátám a současné kytarové tvorbě.
Kromě četných koncertů, nahrávek pro gramofonové společnosti a pedagogické činnosti, často spolupracoval s filmem a televizí. V roce 1976 měl v BBC TV mimořádný úspěch životopisný film A Life in the Country. Pro tuto televizi také uvedl seriál o čtyřech mistrech kytary. V roce 1984 natočil pro televizní stanici Channel 4 osm filmů o španělské kytarové hudbě. Kromě toho BBC uvedla film "My life in music" o životě Juliana Breama jako koncertního kytaristy.

## Ocenění (neúplné)
- 1964: Důstojník Řádu britského impéria
- 1966: Čestný člen Královské akademie hudby
- 1968: Čestný doktorát University of Surrey
- 1981: Člen Royal College of Music
- 1983: Člen Royal Northern College of Music
- 1984: Čestný doktorát University of Leeds
- 1985: Komandér Řádu britského impéria
- 1988: Čestný člen Royal Philharmonic Society
- 1996: Cena Royal Philharmonic Society